# Teleogryllus oceanicus
Espèce
Teleogryllus oceanicus, le grillon champêtre du Pacifique,, est une espèce d'insectes orthoptères de la famille des Gryllidae.

## Distribution
Cette espèce se rencontre en Australie et dans les îles du Pacifique.

## Cas hawaïen
Dans les populations que l'on rencontre à Hawaii, des observations récentes montrent que 90 % des mâles ne chantent plus depuis quelques années. Cela est dû à la pression de sélection exercée par une espèce de mouche parasite locale (Ormia ochracea). Cette espèce pond ses œufs sur le dos des mâles qui stridulent (elle les repère grâce à leur "chant"). Les larves s'y développent et tuent l'hôte en une semaine. Les mâles ne stridulant pas ont donc plus de chance de survie et sont ainsi sélectionnés. Mais, pour assurer leur reproduction, ils se positionnent à proximité de ceux qui stridulent et qui, eux, attirent les femelles. Ils interceptent alors ces dernières au passage.

## Référence
- Le Guillou, 1841 : Description de 23 espèces nouvelles d'Orthoptères, recueillies pendant son voyage autour du monde sur la Zélée. Revue et Magasin de Zoologie (Paris), vol. 1841, p. 291-295.